# سفارة أوكرانيا في باكستان
سفارة أوكرانيا في باكستان هي أرفع تمثيل دبلوماسي لدولة أوكرانيا لدى باكستان. تقع السفارة في إسلام آباد وهي تهدف لتعزيز المصالح الأوكرانية في باكستان.

## وصلات خارجية
- الموقع الرسمي
- قائمة سفارات أوكرانيا
- قائمة السفارات في باكستان